# Paranã
Paranã is een gemeente in de Braziliaanse deelstaat Tocantins. De gemeente telt 10.824 inwoners (schatting 2009).